# جردن لی
جردن لی (انگلیسی: Jordan Lee؛ زادهٔ ۳۱ دسامبر ۱۹۹۶) بازیکن فوتبال است.
از باشگاه‌هایی که در آن بازی کرده‌است می‌توان به باشگاه فوتبال ای‌اف‌سی بورنموث اشاره کرد.